# Franklinův ostrov (Grónsko)
Franklinův ostrov (dánsky Franklin Ø) je neobydlený ostrov náležící Grónsku. Pojmenován je po britském námořníkovi Johnu Franklinovi (1786–1847).
Ostrov je největším ze tří ostrovů ležících v Kennedyho průlivu, části průlivu Naresova, který odděluje kanadský ostrov Ellesmere od Grónska. Sousedními ostrovy v průlivu jsou Crozierův ostrov a ostrov Hansův.
Franklinův ostrov leží přibližně 5 kilometrů severně od grónského mysu Constitution. Relativně plochý ostrov má strmé pobřeží, na jihovýchodní straně se zvedá až do výše 215 metrů.